# Republika Zielonego Przylądka na Letnich Igrzyskach Olimpijskich Młodzieży 2010
Republika Zielonego Przylądka na Letnich Igrzyskach Olimpijskich Młodzieży w Singapurze w 2010 reprezentowało 2 sportowców w 2 dyscyplinach.

## Skład kadry

### Lekkoatletyka
| Zawodnik         | Dyscyplina            | Kwalifikacja | Kwalifikacja | Finał | Finał   |
| Zawodnik         | Dyscyplina            | Wynik        | Miejsce      | Wynik | Miejsce |
| ---------------- | --------------------- | ------------ | ------------ | ----- | ------- |
| Apollo Livamento | bieg na 100m chłopców | 12.25        | 33 qE        | 12.24 | 30      |

### Taekwondo
- Jacira Mendes - poniżej 49 kg dziewcząt (9 miejsce)